# Scaphytopius anadamus
Scaphytopius anadamus är en insektsart som beskrevs av Delong 1943. Scaphytopius anadamus ingår i släktet Scaphytopius och familjen dvärgstritar. Inga underarter finns listade i Catalogue of Life.